# Ljupka Džundeva
Ljupka Arsova - Džundeva (en macedonio: Љупка Арсова - Џундева; Skopje, 11 de julio de 1934 – 7 de diciembre de 2018) fue una actriz de teatro y cine macedonia.

## Biografía
Džundeva se graduó en la Escuela Nacional de Teatro y se convirtió en miembro del Teatro Nacional de Macedonia en 1951, donde estuvo trabajando hasta su retiro en 1990. Fueron muy exitosos sus monólogos dramáticos. Recibió el Premio "13 de noviembre" de la Ciudad de Skopje en 1983 enb el campo de la cultura y el arte, luego el premio por logros artísticos conferido por la Radio Televisión Yugoslava, la "Condecoración del Trabajo con Corona de Plata".

## Filmografía
- 1961: Mirno leto
- 1967: Makedonska krvava svadba
- 1980: Olovna brigada
- 1997: Gypsy Magic
- 2016: Osloboduvanje na Skopje